# Ekaterina Vetkova

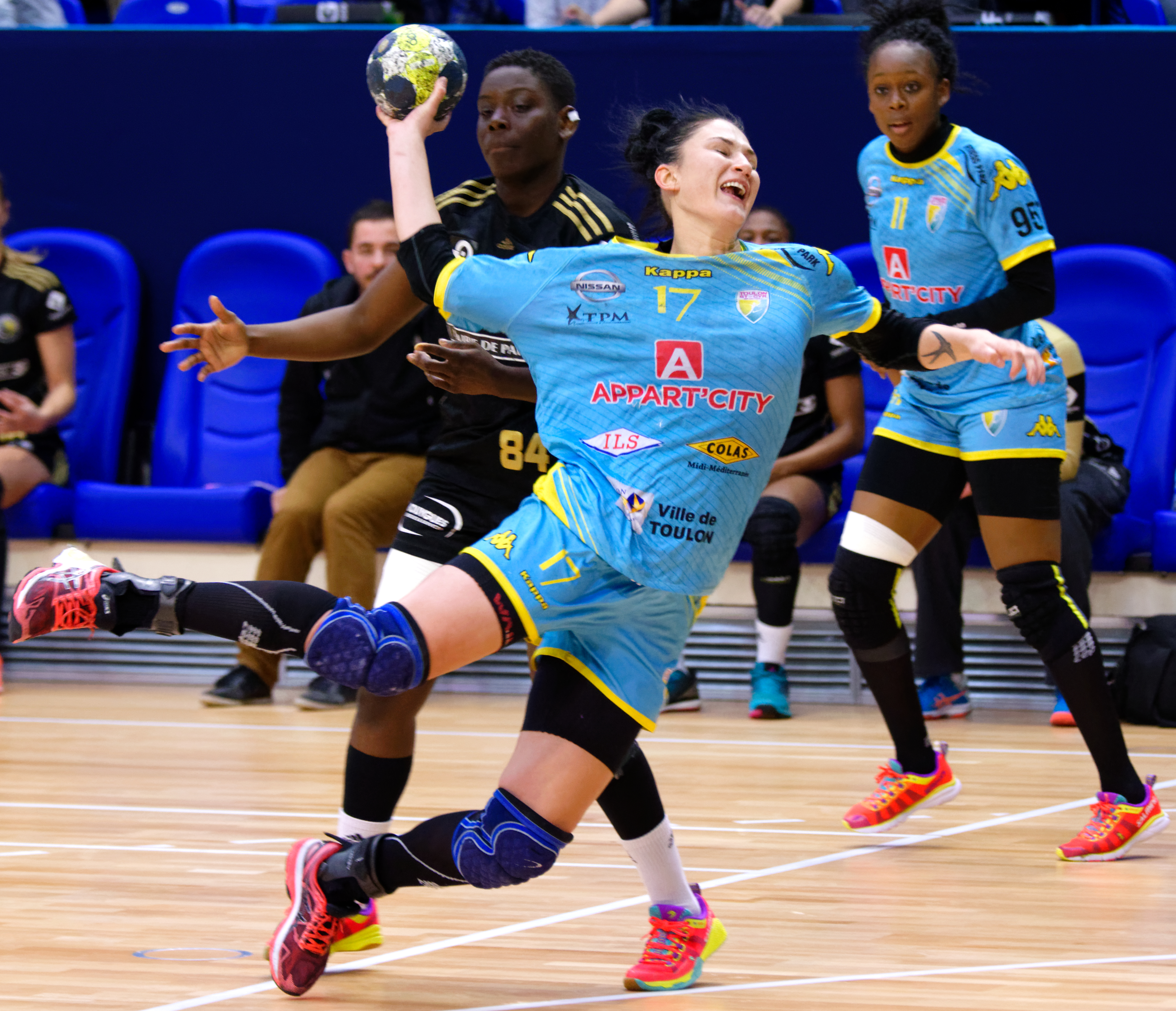
Ekaterina Vetkova au tir avec Toulon face à Issy Paris, le 7 mai 2017.

Ekaterina Vladimirovna Vetkova (en russe : Екатерина Владимировна Веткова), née le 1er août 1986, est une joueuse russe de handball évoluant au poste de pivot.

## Biographie
Vetkova commence sa carrière dans le club russe de HC Lada Togliatti où elle évolue de 2004 à 2007, remportant deux titres de championne de Russie en 2005 et 2006. En 2007, elle rejoint le club rival de Zvezda Zvenigorod avec lequel elle gagne la Ligue des champions 2008. À compter de 2011, elle s'engage avec le club roumain du Oltchim Râmnicu Vâlcea et remporte deux titres de championne de Roumanie en 2012 et 2013. En manque de temps de jeu, elle revient en Russie en janvier 2013 dans le club du HC Astrakhanochka. Depuis l'été 2014, elle évolue à nouveau en Roumanie au CSM Bucarest. Elle remporte le championnat de Roumanie en 2015.
Avec l'équipe nationale russe, elle remporte le championnat du monde 2009 et obtient une troisième place au championnat d'Europe 2008.
Pour la saison 2016-2017, elle rejoint Toulon Saint-Cyr pour pallier le départ d'Astride N'Gouan et l'arrêt de Sabrina Ciavatti-Boukili. Elle quitte Toulon à l'été 2019.
Après une année en Roumanie dans le club de l'ASC Corona Brașov, elle s'engage avec la Jeanne d'Arc Dijon à compter de la saison 2019-2020.

## Palmarès

### Club
compétitions internationales
- vainqueur de la Ligue des champions en 2008 (avec Zvezda Zvenigorod) et 2016 (avec CSM Bucarest)

compétitions nationales
- championne de Russie en 2005 et 2006 (avec HC Lada Togliatti)
- championne de Roumanie en 2012 et 2013 (avec Oltchim Râmnicu Vâlcea), 2015 et 2016 (avec CSM Bucarest)

### Sélection nationale
championnats du monde
- vainqueur du championnat du monde 2009

championnats d'Europe
- troisième du championnat d'Europe 2008